# 黄岩 (1912年)
黄岩（1912年8月16日—1989年6月9日），原名黄家银，男，安徽六安人，中华人民共和国政治人物。

## 生平

### 参加革命
1912年8月16日，黄岩生于安徽省六安县（今六安市裕安区）黄巷村的一个贫苦农民家庭。8岁时，被父亲送到地主徐正明家放牛。次年夏，黄岩从牛背上摔下，摔断胳膊，遭东家辞退。不久，其父因一场火灾逝世。此后他先后到地主牛世才家、姑父左本德家放牛。
1929年秋，左家来了一位名叫柴帮义的亲戚。1929年冬，黄岩在柴帮义的引导下，先参加四区十三乡（徐集）少年先锋队，历任分队长、中队指导员，后又秘密参加农民协会。后来，经卢炳森介绍，黄炎加入中国共产主义青年团，任青工部部长；同时，还被选为代表入皖西北总工会训练班学习。学习结束之后，黄岩被选为出席皖西北苏维埃第一次代表大会的代表，任霍邱县叶集苏维埃财经委员。1931年3月，黄岩参加河西农民起义，并且经曹子仲介绍，转入中国共产党。
1932年5月，红二十五军占领正阳之后，随即西进占领霍邱县城。随后，霍邱县苏维埃政府迁入县城，并举行了霍邱县第三次苏维埃代表大会。黄岩出席大会，并在会上就克服财政困难发表意见，引起中共皖西北道委的重视。红二十五军政委兼道委书记王平章找黄岩谈话，任命其为霍邱城关区委书记，并参加县委。黄岩在红二十五军政治部的相助下，用不到两个月，完成了分配霍邱县城区土地、征收公粮等任务，还在全城关区动员青年参军。最终，霍邱县城关区组织起500人的区游击大队，以及1000余人不脱产的赤卫军。此外，黄岩还组织在城墙周围修筑防御工事。

### 狱中斗争
1932年6月，蒋介石调集24个师5个旅共30万军队，对湘鄂西苏区、鄂豫皖苏区发动第四次围剿，进攻大别山。7月初，国民革命军徐庭瑶部自蚌埠进攻霍邱东方、北方，独立第四十旅宋士科部以及霍邱城防司令孙庚三部也自庙台集渡淮河进攻霍邱。7月6日，蒋介石的军队与红二十五军作战，红二十五军战败，1000余名红军战士、赤卫队员被俘虏，黄岩也被俘。
在审问中，黄岩称自己是个“送夫的”，后来被区政府秘书龚正纪出卖，遂被作为“红军书记”列入“匪首”名单，严加看管。1932年12月22日，国民政府根据《危害民国紧急治罪法》判处黄岩等人有期徒刑10年。1933年春，黄岩被转至南京江东门外的中央陆军监狱囚禁。狱中的中共临时党支部于1934年5月9日发动全监狱的犯人绝食。黄岩作为临时党支部成员之一，在发动及领导此次罢饭行动中进行了许多工作。犯人们向狱方提出 “反对虐待犯人，改善犯人生活待遇”等十余条要求。绝食到第5天时，不少人已经昏迷。消息传到社会上，引起很大震动，经谈判，狱方最终接受了全部条件。在监狱中5年，黄岩积极学习文化，日后其文化水平连《共产党宣言》、《国家与革命》等马列主义理论书籍也能读懂。

### 抗日战争
1937年7月，抗日战争爆发后，由于第二次国共合作，中国国民党释放政治犯。8月28日，作为南京的中央陆军监狱首批获释的政治犯，黄岩在八路军南京办事处受到叶剑英、李克农等接见，此后在该办事处负责联络出狱人员。9月底，根据中共中央安排，黄岩到延安的中央党校学习。
1938年6月，黄岩自中央党校毕业，返回家乡六安。抵达六安后，黄岩找到安徽省总动员委员会负责人张劲夫、中共安徽省工委书记彭康。随后，黄岩参加了中共安徽省工委秘密举行的工作会议，并被任命为中共安徽省工委委员兼皖北中心县委书记。黄岩的公开身份是安徽省总动员委员会巡视员，带着李宗仁签发的护照，在六安县、霍邱县、寿县间来往，恢复并重建各县的中共党组织，普遍建立了中共领导的各界抗敌协会，组织并发展地方抗日武装。
1938年10月，廖磊接任安徽省政府主席、安徽省总动员委员会主任委员。此后，中共在安徽省的活动开始受到限制。中国国民党五届五中全会制定的《限制异党活动办法》出台后，黄岩在皖西的活动受到安徽省政府关注，黄岩被取消了巡视员的职务，并被列入缉捕的黑名单。于是自此开始，他正式更名为“黄岩”。
1939年1月，中共鄂豫皖区党委在立煌县（今金寨县）白水河成立，郑位三任书记，黄岩担任委员、秘书长兼党训班主任。同年2月，中共鄂豫皖区党委为了加强对皖中地区中共党组织的领导，决定撤销中共舒城中心县委，成立中共舒无地委，黄岩任地委书记。中共舒无地委存在时间很短。同年4月底，黄岩被任命为新四军江北游击纵队政委，在新四军江北指挥部的领导之下，为反日军“扫荡”、反国军磨擦进行了许多工作。
1939年冬至1940年春，皖中抗日根据地正在建设之中，巢南大刀会经常聚众闹事，危及新四军的安全。巢南大刀会原名“黄旗会”，为松散的群众性组织，辖180多个堂口。大刀会起初为保卫家乡、防匪防盗而成立，后来对新四军采取敌视的态度。大刀会实行了所谓“闭关自守”政策，划定了一条50多公里的封锁线，断绝了一切与新四军的联系。对此，黄岩在封锁线上的集镇开办了许多商店、粮行，高价收购商品，再低价出售，对大刀会的商人实行特别优惠。由此缓和了大刀会会众对新四军的疑虑。此时，发生中国国民党特务联合巢湖姥山土匪，武装抢劫新四军商店，杀害并绑架大刀会商人的事件。黄岩当即派兵剿灭姥山土匪的基地，救出大刀会商人。此后，黄岩亲率部分兵力，在东关解救了被日军俘虏的大批大刀会会众。这些行动终于使大刀会调整了与新四军的关系，最终双方达成协议，大刀会接受新四军改编。
1940年4月，中国国民党新桂系以一七六师一部及保安八团4000多人，向江北游击纵队司令部及驻扎在无为的新九团发动进攻。纵队主力当时正在路西攻击国军，尚未回师，黄岩奉命率司令部及地委机关撤往和含地区。1940年5月，和含地区遭国军重兵进攻。黄岩等人奉命经广兴集撤往津浦路西。此后，黄岩留在此地参与创建并发展淮南津浦路西抗日根据地。
1941年5月，黄岩任中共路西区党委书记；1943年2月，中共淮南区党委成立，谭震林任书记，辖路东、路西两个地委，黄岩出任路西地委副书记兼新四军二师六旅（兼军分区）副政委。1944年9月，黄岩任中共淮南区党委委员，并任中共路西地委书记。1945年2月，黄岩任重建之后的新四军二师六旅（兼军分区）政委。

### 第二次国共内战
1946年8月，黄岩率部自路东撤至中共中央华中分局驻地苏北清江县。10月，黄岩率部继续向北撤至山东临沂县。在临沂县，中共路西分区党委撤销，改设中共中央华中局驻鲁办事处，黄岩任政治委员，负责收容并安置自淮南撤来的干部家属及荣军，并负责新兵训练，办理供应事宜等等。
1947年3月，中共中央华中分局决定在临沂县创办华中干部学校，桂蓬任校长，黄岩任政治委员。同年4月，蒋介石对山东解放区发动重点进攻，黄岩、桂蓬率干校部分体弱的学员及干部家属，北撤至安东省大连，黄岩任安东省副秘书长，分管省委机关工作。
1948年2月，中共中央华东局电召黄岩自大连回山东，主持土改工作队训练班。同年4月，黄岩回临沂，任中共中央华东局副秘书长。同年12月，转任中共江淮区党委副书记。
1949年1月21日，正值孙仲德、谭启龙领导的华野先遣纵队向合肥进军，驻守合肥的国军刘汝明部弃城逃跑。华野先遣纵队和平占领合肥。在临沂的黄岩奉命赴合肥负责接管。1月31日，合肥县改为合肥市，中共合肥市委成立，黄岩任书记。2月5日，中国人民解放军合肥市军事管制委员会成立，孙仲德任主任，黄岩任副主任。

### 在安徽执政
1949年4月初至5月中旬，中共中央华东局决定以长江为界，分别成立中共皖北区党委、中共皖南区党委。曾希圣任中共皖北区党委书记，黄岩任副书记，后来黄岩又兼任皖北人民行政公署主任。在主持皖北行政公署初期，黄岩为了贯彻中共皖北区党委关于做好支援中国人民解放军渡江的准备工作的指示，日夜开会部署。皖北区很快建立了各级支前机构。
1949年9月，黄岩被选为皖北行政区代表，出席了在北平举行的中国人民政治协商会议第一届全体会议，参与制定《共同纲领》，并参加中华人民共和国开国大典。
在皖北工作期间，黄岩主持了救灾、剿灭残匪、恢复国民经济等工作；1950年11月，治淮委员会在蚌埠成立，曾山任主任。黄岩参加了治淮委员会下属的皖北区治淮指挥部的领导工作。
1952年8月，中央人民政府委员会第十七次会议决定撤销皖南人民行政公署、皖北人民行政公署，成立安徽省人民政府，曾希圣任安徽省人民政府主席，黄岩任副主席。1955年2月，安徽省人民代表大会一届二次会议选举黄岩为安徽省省长。1956年7月，黄岩当选为中共安徽省委书记处书记，1956年9月出席中国共产党第八次全国代表大会。
黄岩在省长任内，为安徽省实施第一个五年规划及社会主义建设进行了许多工作，铜陵有色金属公司、淮南煤矿等企业在该时期扩建并发展。

### 大跃进惨祸
1958年至1961年的大跃进时期，曾希圣任省委第一书记、黄岩任省长的安徽省，是中国饿死人最多的省份之一。《张恺帆回忆录》一书披露，安徽省全省1959年至1961年实际死亡人数548万人，其中“饿死约500万人”。与安徽省相邻的浙江省在此期间非正常死亡仅有14.1万人，不到安徽省无为县一个县饿死人数的一半。
在大跃进中，安徽省表现十分积极。1958年9月，毛泽东到安徽省视察，自安庆乘汽车到达合肥后，9月16日给中共安徽省委第一书记曾希圣写了一封信，信中称“沿途一望，生机蓬勃，肯定是有希望的，是有大希望的，但不要骄傲……”这是因为毛泽东在沿途看到两侧密密麻麻都是正在炼铁的土高炉。1958年12月9日，在中共八届六中全会上，毛泽东说：“学习曾希圣的机会主义：安徽去冬今春水利工作中，开始计划搞日亿土石方，曾变成16亿，8亿是机会主义，16亿是马克思主义。可是没几天，又到了32亿了，16亿就有点‘机会主义’了。最后到了64亿，我们把改变全国面貌的时间说长一点无非是当‘机会主义者’，这样的机会主义，我愿意当，当了有味道……”
《张恺帆回忆录》载：
1959年，粮荒十分严重，群众叫苦不迭，省委负责同志还以为这是“假象”，是群众把粮食藏起来了，命令下面把粮食搜出来。张恺帆因为还兼着巢县县委书记，常在下面走，知道实情，可当时浮夸严重，不敢讲真话，就在省委常委会上提议，都下至基层和农民一起过人民公社化后第一个春节，曾希圣听了很高兴。到农村一看，群众缺粮叫苦不迭。我们的干部却到处搜粮食，甚至把农民草堆拆了找，群众家里十室九空。到公共食堂看，锅里全是青菜萝卜叶子，很少见到粮食…．
此后，1959年秋，时任安徽省副省长的张恺帆到自己的家乡无为县视察，县委第一书记姚奎甲汇报时报喜不报忧，声称1958年无为县生产了十三亿斤粮食，上交国家七亿斤。张恺帆质问其为何无为县仍有浮肿病人，姚奎甲声称浮肿病人都是因好吃懒做。次日，无为县粮食局局长找张恺帆反映：无为县有两本账，一本记载生产了七亿斤粮食，另一本记载生产了十三亿斤，实际上无为县只生产了七亿斤粮食。张恺帆当即停止无为县粮食上调，解散了公社食堂，将农民应得的口粮发给农民，并且发还农民的自留地。张恺帆发现无为县的严重问题后，请省长黄岩赴无为县亲自看看，但黄岩未去。
中共无为县委第一书记姚奎甲对张恺帆的行动不满，乃整理材料，秘密上报中共安徽省委。当时，中共安徽省委第一书记曾希圣正在参加庐山会议，安徽省省长黄岩接到该秘密报告后，迅速上报曾希圣。曾希圣正在庐山会议上参与批斗彭德怀，接到黄岩的报告后，随即上报毛泽东。毛泽东作了措辞严厉的长篇批示，称张恺帆是彭德怀和高饶反党集团的余党，“可能是混进党内的阶级异己分子”，并将批示下达全国各地。张恺帆被打成“右倾机会主义分子”，被关押二百余天后，下放基层。与张恺帆同时受难的，在安徽省级领导人中仅有中共安徽省委书记处候补书记、省委宣传部长陆学斌等少数人，其余大部分人都是曾希圣的支持者。
张恺帆下台后，自1959年底至1961年，无为县发生了严重的饿死人情况。但省委书记处候补书记、省委组织部长宋孟邻在张恺帆下台后，奉命到无为县发生最严重饿死人情况的地方，重新“调查”了一遍，声称张恺帆“大闹无为二十天”，“擅自强迫解散食堂”，并称“张某人不看全局，专看阴暗面一”。宋孟邻升任省委书记处书记。
1962年，安徽省在大跃进中饿死大批民众的真实情况暴露，中共安徽省委第一书记曾希圣被免职，黄岩虽然继续任安徽省省长，但降为中共安徽省委书记处候补书记，一直未再升职。曾希圣手下的中共安徽省委也被清洗：宋孟邻被免去省委书记处书记，降为西安市副市长；杨明被免去省委常委；分管农业的书记处书记王光宇也负有责任；桂林栖被免去省委书记处书记，降为唐山铁道学院书记；曾庆梅降为淄博市副市长；张柞荫副省长及其他副省长均被免去省委常委职务；常委中还有一人被开除中共党籍，下放为副县长；省委秘书长高鸿也被免去省委常委，下放任芜湖地委第二书记、合肥市委副书记、宣城地委副书记。曾希圣倒台后，中央派李大钊之子、华东局第三书记李葆华任中共安徽省委第一书记。
1964年9月，黄岩再次当选安徽省省长，一直任至文化大革命时期。文化大革命爆发后，1967年9月，黄岩受到“军管”，遭到打击。
文化大革命结束，黄岩历任安徽省政协副主席、安徽省人大常委会副主任等职务。1985年，黄岩主动要求退出中共安徽省委领导岗位，提前离休。
1989年6月9日，黄岩病逝。